# Triple A (Argentina)
La Alianza Anticomunista Argentina (AAA), también conocida como Triple A, y en algunos casos mencionada como Alianza Antiperonista Argentina, fue una organización terrorista parapolicial anticomunista de ultraderecha de la Argentina, gestada por su jefe político José López Rega, con apoyo de la logia italiana Propaganda Due, y dirigida por peronistas (como Julio Yessi), antiperonistas (como sus jefes operativos, los comisarios Alberto Villar y Luis Margaride), y delincuentes comunes (como Aníbal Gordon, el subinspector Rodolfo Eduardo Almirón y el comisario Juan Ramón Morales), miembros de la Policía Federal, las tres Fuerzas Armadas argentinas, y la Secretaría de Inteligencia del Estado (SIDE), que asesinó a artistas, sacerdotes y religiosos, intelectuales, políticos de izquierda, estudiantes, historiadores y sindicalistas, además de utilizar como métodos las amenazas, las ejecuciones sumarias y la desaparición forzada de personas. En 1974 Villar asumió la jefatura operativa de la Triple A y formó un grupo llamado «Los Centuriones», integrados por unos cien policías, que modificó las características de la agrupación inicial del ministro López Rega para transformarla en un escuadrón de la muerte parapolicial.
Estaba apoyada y financiada por la logia italiana Propaganda Due. Operó durante las presidencias de Juan Domingo Perón y María Estela Martínez de Perón, entre 1973 y 1976. Fue responsable de la desaparición y muerte de entre 700 y 1.100 personas, así como del exilio forzado de gran cantidad de artistas e intelectuales. Sus acciones fueron calificadas como delitos de lesa humanidad por el juez federal Norberto Oyarbide en 2006, calificación confirmada por la Cámara Federal en 2008.

## Antecedentes
El historiador Osvaldo Bayer y el investigador Atilio Borón han afirmado que la Triple A tiene antecedentes en las bandas parapoliciales que surgieron a principios del siglo XX, luego del Decreto Ley de Defensa Social. Cuando se sucedieron masacres conocidas como el Grito de Alcorta, la masacre de la Fábrica Vasena o la Semana Trágica. Muchas, realizadas o apoyadas por las bandas como las Ligas patrióticas Argentinas.

## Orígenes

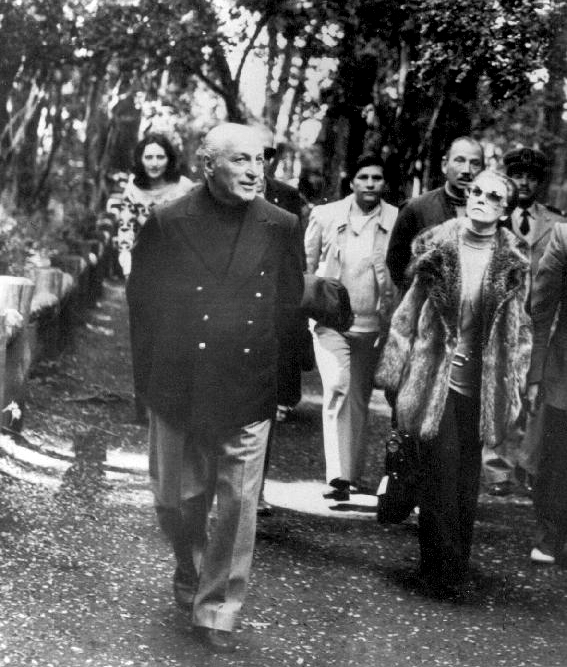
José López Rega, jefe de la Triple A.

José López Rega, desde 1973 cuando fue nombrado ministro de Bienestar Social por Héctor J. Cámpora, comenzó a rodearse de militantes de otras agrupaciones que «quisieran eliminar a la izquierda», entre ellos, ex tacuaras del Movimiento Nueva Argentina (MNA), militantes de la Juventud Federal del dirigente peronista Manuel de Anchorena, de la CNU, del Comando de Organización, cuadros técnicos de Guardia de Hierro y grupos sindicales ortodoxos especializados en la capacitación doctrinaria. Además, creó la Juventud Peronista República Argentina (JPRA), debido a que necesitaba de un aparato que saliera a pelearle «la calle» y responderle en forma directa a la Tendencia, agrupaciones que respondían en forma orgánica a las organizaciones Fuerzas Armadas Revolucionarias y Montoneros (grupos que se sostenían económicamente con asaltos a bancos y secuestros extorsivos de empresarios). La organización fue sostenida con los recursos del Ministerio, y hasta les permitió el ingreso a la rama juvenil del Consejo Superior Peronista, el organismo institucional desde donde comenzaron a combatir a la Juventud Peronista de Regionales, agrupación de superficie de Montoneros. Trabajadores del Ministerio y militantes de la Juventud Peronista República Argentina (JPRA) comenzaron a simular atentados de Montoneros en su contra como parte de una estrategia de presentarse como blancos militares de las agrupaciones de izquierda, lo que les permitía revalorizarse dentro del Ministerio.
En un depósito llamado «microcine», en el segundo subsuelo del Ministerio, se guardaron armas. Una provisión importante se produjo a partir de que Manuel de Anchorena, fuera designado embajador en el Reino Unido. Por su gestión en ese país, logró que se enviaran doscientos subfusiles Sten MKII, que permitían ser desmontados con facilidad y además venían con un silenciador adaptable a otra arma muy utilizada en el Ministerio, el subfusil Sterling. El pago se instrumentó a través de la Dirección de Administración.
Existen teorías acerca del nombre de la Alianza que podría deberse al perfil esotérico de López Rega, quien creía que la moral de la humanidad iba a evolucionar en la medida en que se desarrollaran los tres vértices magnéticos del triángulo de la Triple A. Aunque otras versiones hablan de un compromiso entre dos facciones que proponían Alianza Antiimperialista Argentina o Alianza Anticomunista Argentina, por lo que firmaron como Triple A, aunque luego se impuso la segunda acepción.

## Organización
Aunque en ese momento su liderazgo fue negado, se sabe que José López Rega (secretario personal y ministro de los presidentes Héctor J. Cámpora, Juan Domingo Perón y María Estela Martínez de Perón) creó y coordinó las AAA (bajo orden de los tres presidentes mencionados) para combatir a los sectores de izquierda del movimiento peronista.
López Rega y el comisario general jefe de la Policía Federal Argentina, Alberto Villar, organizaron la Triple A durante el gobierno interino de Raúl Lastiri, en 1973. López Rega desvió fondos del Ministerio de Bienestar Social para financiar la organización y el armamento parapolicial. Continuó en ese cargo durante el gobierno de Perón y, a su muerte (1 de julio de 1974), en el de su mujer, Isabel Martínez, sobre la cual ejercía una extraordinaria influencia basada en una compartida devoción espiritista.
Las oficinas de la revista  derechista El caudillo , publicación dirigida por Felipe  Romeo y financiada por López Rega, fueron utilizadas como cuartel general por Almirón y Morales hasta que fueron descubiertas accidentalmente por un teniente del ejército y debieron se evacuadas ante el comienzo de una investigación judicial. Se mudaron a la calle Lavalle, muy cerca de Callao y a metros de una comisaria, ubicada entre las calles Ayacucho y Riobamba.
La Triple A, desde su gestación se organizó como un sistema de células, con el fin de que «no supiera un determinado grupo qué es lo que iba a hacer el otro». La organización se encontraba dirigida por un cuerpo nacional, que contaba con un cuerpo de ejecutores, y las secciones de «inteligencia», «justicia» y «operaciones»; este organigrama se repetía regionalmente. Los encargados del grupo original fueron López Rega, Villar, Almirón y Rovira.
En un principio, solo existieron células de personal vinculado al Ministerio Social, al mando de los «lugartenientes» de López Rega, Rodolfo Eduardo Almirón y Alberto Villar. Luego, estas células se multiplicaron y fueron parte de ellas personal militar, oficiales policiales y agentes de inteligencia.
De forma paralela se crearon, en localidades lejanas a la ciudad de Buenos Aires y el conurbano bonaerense, nuevas organizaciones que respondían al mando de López Rega, por ejemplo, en Córdoba, gobernada por un «interventor federal», se creó el Comando Libertadores de América. También se asoció con grupos parapoliciales anteriores, otorgándoles protección, logística e inteligencia a cambio de lealtad. Un caso ejemplar de esta modalidad fue la Concentración Nacional Universitaria, en Mar del Plata.

## Métodos

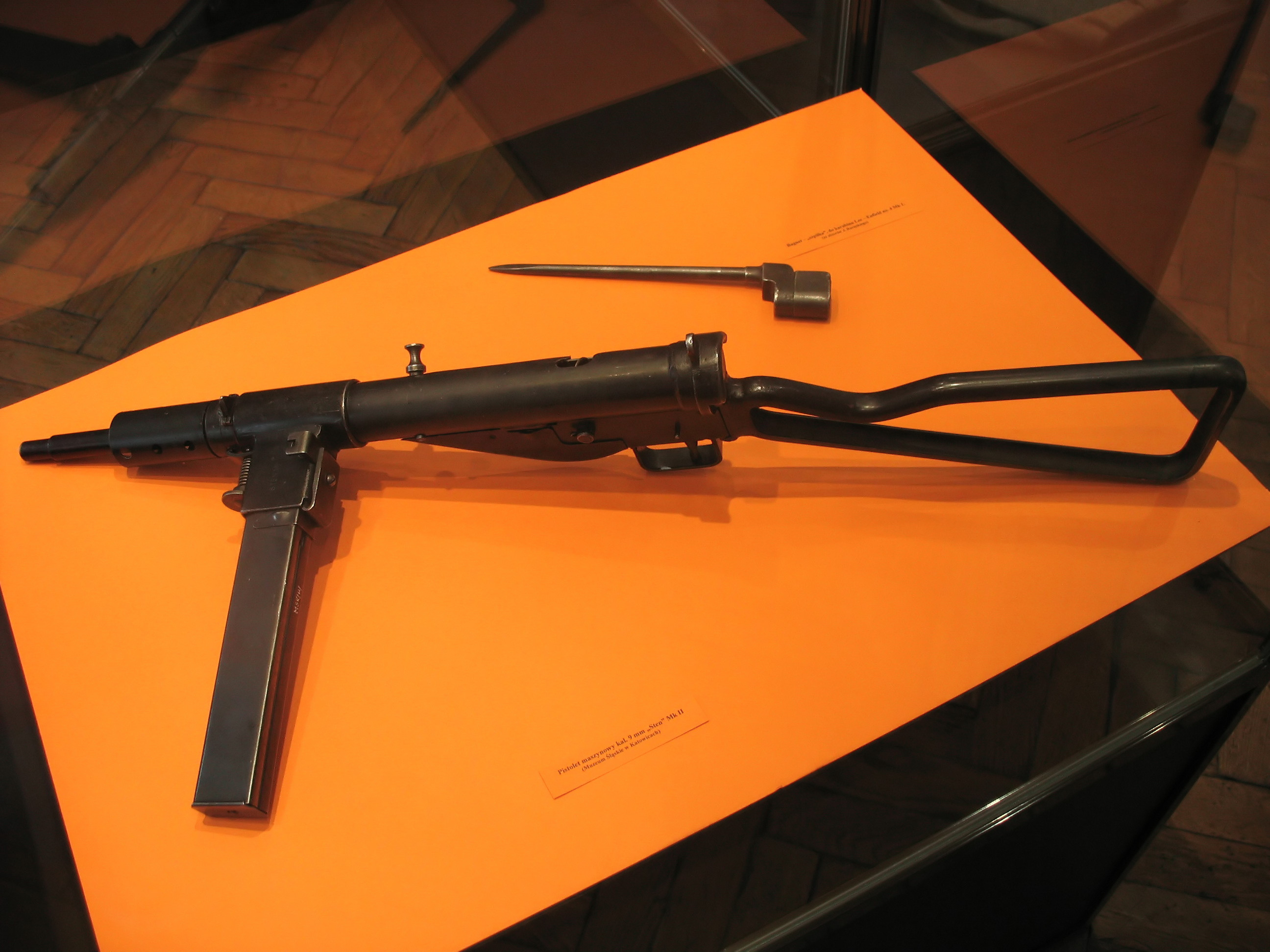
El subfusil Sten, una de las armas utilizadas por la Triple A.

Debido a su organización, el modo de actuar desde la Triple A variaba según el objetivo del atentado y la «célula» a cargo de la planificación y ejecución.
En muchos casos eran militantes populares o sindicalistas arrestados en su domicilio o en la vía pública por un grupo de hombres con credenciales policiales, uniformados o no. Luego, estas personas aparecían acribilladas. Los atentados con bombas y los ataques con ráfagas de subfusil fueron otro método utilizado por el grupo parapolicial desde el principio de la represión ilegal. Hubo casos en donde se trasladó a los detenidos encapuchados y esposados a bordo de camionetas con la leyenda de «Ministerio del Interior» o «R. 2 Sec. Inteligencia», al Ministerio de Bienestar Social donde eran torturados por policías con golpes o picana eléctrica.
La Triple A fue adoptando procedimientos más violentos en una escalada. Los secuestros, violaciones y ejecuciones de mujeres fueron un método incorporado al «ritual» del terror. La eliminación de familias enteras se practicó como forma brutal de «escarmiento». También se recurrió a la voladura con explosivos de sus víctimas.
Según ciertos autores la Triple A se había propuesto hacer una campaña en los medios de comunicación contra las personas que no estaban de acuerdo con el gobierno y hacer «más potable» la imagen de José López Rega. Grupos enviados por la Secretaría de Prensa ocuparon los canales de televisión 9 y 11, a los que siguieron los canales 7 y 13. A través de estos medios, la Triple A anunciaba los nombres de las futuras víctimas o enviaba comunicados para explicar algunos asesinatos.

### Atentados anteriores a la aparición pública de la Triple A
Antes de la aparición pública de la Triple A, el 21 de noviembre de 1973, cuando se adjudicó el atentado contra el senador radical Hipólito Solari Yrigoyen, se produjeron varios secuestros y asesinatos por causas políticas contra activistas considerados "de izquierda" o el despectivo "zurdos", con modus operandi similares, atribuidos a sectores o grupos que integrarán la Triple A. 
El 29 de junio de 1973, Eduardo Jiménez militante del PRT-ERP, fue asesinado por la Policía de Córdoba. Su detención se produjo cuando se disponía a pegar afiches de propaganda, junto con otros compañeros. Testigos vieron cómo era introducido en una camioneta, pero la Policía informó que había muerto a consecuencia de un tiroteo. Presentaba un solo tiro en la frente y golpes en el cuerpo.
El 22 de julio, Benito Spahn (Juventud Peronista), fue asesinado por Tomás Roberto Cardozo, guardaespaldas de José Ignacio Rucci, secretario general de la CGT.
El 13 de agosto, Cirilo Heredia (JP), de 17 años, fue secuestrado y torturado. El 24, el Ateneo de Estudios «Juan Pablo Maestre», fue asaltado por un grupo de veinte personas que al grito de «este local está lleno de bolches» destrozaron el mobiliario, un cuadro de Maestre y material doctrinario.
El 15 de agosto, militantes de la JP que realizaban una manifestación de apoyo al gobernador renunciante Bidegain fueron detenidos y torturados. El 7 de septiembre, Oscar Suárez, al recuperar su libertad en Tucumán, denunció que había sido víctima de torturas infligidas por Héctor García Rey, jefe de la policía provincial, ligado a López Rega.
El 14 de septiembre, el «Ateneo 20 de junio», de la JP, fue ametrallado por desconocidos. El 19, la Federación Gráfica Bonaerense denunció la desaparición de Sergio Joaquín Maillman de 24 años. El día 13 había sido visto herido y golpeado cuando era bajado de un Ford Falcon celeste e introducido en la casa de Miraflores 2044. Al final de esa cuadra estaba instalado el Quinto Cuerpo de Vigilancia de la Policía Federal. El auto en el que llegó hasta Miraflores tenía patente C 468.596 cuya titular era María Esther Tagarelli de Martini, funcionaria del Ministerio de Bienestar Social.
El 20 de septiembre, en Resistencia, Chaco, varios exmiembros del Comando de Organización fueron detenidos cuando efectuaban un atentado contra el comedor universitario; entre otros se encontraba Víctor Sánchez, su secretario general.
El 23 de septiembre, Perón fue elegido presidente y el 25 de septiembre fue asesinado José Ignacio Rucci, secretario general de la CGT. La investigadora Julieta Rostica sostiene:

La competencia entre Rucci y López Rega por liderar la derecha peronista terminó el 25 de septiembre de 1973, cuando Rucci fue asesinado. La acreditación del asesinato por Montoneros fue utilizada en beneficio de López Rega porque legitimó la propuesta para la creación de los “escuadrones de la muerte”.

Al día siguiente asesinaron a Enrique Grinberg (JP).
El 28 de septiembre, en Rosario, fue baleado el abogado Roberto Raúl Catalá, los atacantes dejaron panfletos en los que se asignaron el carácter de «comandos antimarxistas».
El 30 de noviembre, se concretó el magnicidio del gobernador de la Provincia de Misiones Juan Manuel Irrazábal y el vicegobernador César Napoleón Ayrault, en un confuso episodio (del cual varios testigos dicen haber escuchado una explosión) se precipitó el aeronave Beechcraft Queen Air 65 en la que viajaban momento en que arribaban al aeródromo de la ciudad de Puerto Iguazú. Perecieron junto a los gobernantes: el piloto Jorge Antonio Pirovani, la esposa del gobernador Susana Esther Claro y la esposa del vicegobernador Ana Ofelia Reca Ruiz; siendo la única sobreviviente la Srta. María Susana Irrazábal, hija del gobernador, quien falleció el 6 de febrero de 1974 en el Hospital Central del Quemado.

#### Documento Reservado del Consejo Superior del PJ
El 1 de octubre, en una reunión convocada por el presidente provisional del Consejo Superior Peronista, Raúl Lastiri, y el ministro del Interior, Benito Llambí, y en presencia de Juan Domingo Perón, que asistió en calidad de presidente electo, el consejo se declaró en «estado de guerra» contra los «infiltrados marxistas del Movimiento». El Consejo redactó un «documento reservado» que fue leído por el senador José Humberto Martiarena y distribuido entre los gobernadores presentes. A través del documento, el Movimiento Nacional Justicialista llamó a «asumir la propia defensa y atacar al enemigo en todos los frentes y con la mayor decisión», adujo que en ello iba la vida del Movimiento y de sus dirigentes. A efectos de esa defensa, impartió una serie de directivas, declarando el estado de movilización de los elementos materiales y humanos para afrontar esa guerra, llamando a una campaña de reafirmación de los principios doctrinarios justicialistas que debía esclarecer las diferencias con el marxismo. El ítem 6, «Inteligencia», advertía que «en todos los distritos se organizará un sistema de inteligencia al servicio de esta lucha, el que estará vinculado con el organismo central que se creará». El ítem 9, «Medios de lucha», se precisó: «Se utilizarán todos los que se consideren eficientes, en cada lugar y oportunidad. La necesidad de los medios que se propongan será apreciada por los dirigentes de cada distrito». Luego de este documento se iniciaron la «caza de brujas» y la represión ilegal contra la izquierda por parte de agentes del Estado.

#### Otros atentados
Durante octubre, en Córdoba, fue herido por disparos el militante de la JP Ramón Fajardo. Miembros armados de la Juventud Sindical Peronista toman la sede del Banco Social, bombas fueron detonadas en los domicilios de los diputados provinciales Fausto Rodríguez y Miguel A. Marcattini, miembros del Frejuli. También una bomba estalló en el domicilio del senador Tejada, presidente de la Cámara de Senadores de la provincia, y fueron detenidos Leandro Fote y otros militantes de organizaciones populares durante un procedimiento «rastrillo». En Corrientes, el Frente de Izquierda Popular denunció el estallido de una bomba en su local. En Tucumán, la Junta Provincial del Justicialismo, siguiendo instrucciones del Consejo Superior que preside Humberto Martiarena «alertará a todos los compañeros de la situación de guerra contra los grupos marxistas». En Mar del Plata, fue incendiado el domicilio del dirigente de la Juventud Peronista Andrés Cabo, lo mismo ocurrió con el del secretario de la universidad local y miembro de la JP Alfredo Cuestas. En Mendoza, una bomba estalló en el despacho del gobernador de Mendoza, Martínez Baca, cuestionado por sectores derechistas del justicialismo.
En la provincia de Buenos Aires, en el local del Partido Comunista de la calle Estados Unidos y Sáenz Peña fue hallada una bomba que no estalló; otra explotó en la Unidad Básica «Mártires de Trelew», de Urquiza 2193, que causó grandes daños, Nemesio Aquino, miembro de la JP y afiliado a la Unidad Básica «Héroes de Trelew», fue asesinado. También fue muerto en San Nicolás el periodista José Colombo, del diario El Norte, y los atacantes manifiestan que ese medio está «lleno de comunistas». Su viuda denunció que «En la Regional San Nicolás de la CGT hay una lista de 141 'bolches' en la que estábamos mi marido y yo». El dirigente Dante Gullo denunció una serie de atentados contra locales de la JP. Dirigentes opositores manifestaron su inquietud por las «instrucciones antimarxistas» formuladas en el peronismo. La UTA (Unión Tranviarios Automotor) realizó un paro por el secuestro de Oscar Arca, delegado de la empresa Costera Criolla y miembro de la JTP.

#### El caso Deleroni
El martes 27 de noviembre, Antonio Tito Deleroni, abogado de presos políticos y dirigente del Peronismo de Base local, se encontraba junto a su esposa Nélida Arana, Chiche, en la estación de trenes de San Miguel, expartido de General Sarmiento (Buenos Aires). Minutos antes habían terminado una larga sobremesa con otros militantes en el restaurante La Positiva, frente a la estación. Mientras arribaba un tren proveniente de Capital Federal, un joven se acercó a la pareja y al tiempo que extraía un arma comenzó a increpar a Deleroni: “Así que vos andás con mi mujer”. Chiche, previendo la situación, intentó cubrir a su esposo interponiéndose entre ambos, pero fue en vano, el atacante no dudó en efectuar tres disparos sobre ella, luego derribó a su esposo de un culatazo en la cabeza y una vez en el piso le disparó siete balazos a quemarropa. A pesar de la cercanía de la Comisaría –a 40 metros–, la Policía no se haría presente; fue un agente de civil que viajaba en la formación quien daría persecución y apresaría al agresor: Julio Ricardo Villanueva, quien no tenía una mujer. Era un ex custodio del Ministerio de Bienestar Social y miembro de la Agrupación 20 de Noviembre, de la localidad de San Martín. Al comparecer ante el juez manifestó ser un “depurador de marxistas dentro del Movimiento” y “actuar según las directivas del documento reservado”. La investigación del historiador de la Universidad de General Sarmiento Hernán José Merele sobre el asesinato del abogado y militante del peronismo revolucionario Antonio Tito Deleroni y su compañera, Nélida Chiche Arana, perpetrados el 27 de noviembre de 1973, demuestra que ese atentado fue uno de los primeros consumados como acción terrorista del Estado en el marco de esa “orden reservada”. Fue realizado en una zona “liberada” por la policía bonaerense y la detención de uno de sus autores se debió solamente al accionar de un desprevenido policía federal que fue testigo del hecho. El resto huyó sin problemas. Las actuaciones del caso desaparecieron rápidamente tanto de la comisaría en cuya jurisdicción se perpetraron los crímenes como del juzgado encargado de la instrucción.

### Durante el tercer gobierno de Perón (1973-1974)
Perón asumió su tercera presidencia el 12 de octubre de 1973. El 14 de octubre, fue asesinado Constantino Razzeti, bioquímico, dirigente de la JP. En Santos Lugares, tras rociar con nafta el local fue incendiado el Ateneo Peronista «Heroica Resistencia», en Avenida La Plata 3820, allí funcionaba el Consejo Superior de la JP del Partido de 3 de Febrero, algunos de cuyos militantes habían sido objeto de provocaciones, días antes, por el Comando de Organización dirigido en la zona por Susana Thompson. El 26, La Concentración Nacional Universitaria (CNU), el Comando Universitario Peronista de Derecho (CUPDED), la Legión Revolucionaria Peronista, los Grupos de Acción Peronistas (GAP), el Movimiento Universitario Nacional (MUN) y otras organizaciones derechistas llevaron a cabo un acto en el Aula Magna de la Facultad de Derecho que terminó con destrozos en las instalaciones. La reunión contó con la adhesión de la CGT y del Consejo Superior Provisorio de Justicialismo. Entre los asistentes se hallaban Alejandro Giovenco , Juan Carlos Gómez (reconocido como asesino de la estudiante Silvia Filler en Mar del Plata en 1972 y funcionario policial), Jorge Rampoldi (miembro del ex-Sindicato de Derecho), César Augusto (de la misma entidad), Raúl Padrés, Rodolfo Galloso y José Luis Núñez, de similares antecedentes. El decano Mario Kestelboim solicitó la intervención policial, que se manifestó en la presencia del subcomisario Solano. El funcionario manifestó que no podía actuar sin consultar con sus superiores razón por la cual se retiró. Tampoco actuaron los autos ni el carro de asalto apostados en las inmediaciones.
En el mismo mes, la agencia oficial TELAM informó que en Tucumán las comisiones policiales antisubversivas habían sido integradas, también, por jóvenes peronistas, a quienes se les proveyó de armas. Al mando de esas comisiones mixtas se encontraba el jefe de la policía tucumana, Héctor Luis García Rey.

#### Aparece la sigla AAA
El primer atentado adjudicado a la Triple A tuvo lugar el 21 de noviembre de 1973, cuando se colocó una bomba en el auto del senador radical Hipólito Solari Yrigoyen, quien durante la dictadura previa había actuado como defensor de presos políticos y, ya senador, había criticado con dureza el proyecto de Ley de Asociaciones Profesionales presentado al Parlamento por el Poder Ejecutivo. El artefacto explotó e hirió en las piernas al senador, pero no logró matarlo; dos años más tarde repetirían el intento con otro artefacto explosivo sin lograr su objetivo.
A fines de 1973, la Triple A difundió una «lista negra» de personalidades que «serán inmediatamente ejecutadas donde se las encuentre»: militantes de izquierda; Homero Cristali, alias J. Posadas; Hugo Bressano, alias Nahuel Moreno, dirigente del Partido Socialista de los Trabajadores; los abogados Silvio Frondizi (hermano del expresidente Arturo), Mario Hernández y Gustavo Roca. También incluía a los dirigentes Mario Roberto Santucho, dirigente del Partido Revolucionario de los Trabajadores; los sindicalistas Armando Jaime, Raimundo Ongaro, René Salamanca y Agustín Tosco; el profesor Rodolfo Puiggrós (exrector interventor de la Universidad de Buenos Aires), el abogado Manuel Gaggero (director interino del diario El Mundo); Ernesto Giudice, miembro renunciante del Partido Comunista; el abogado Roberto Quieto, dirigente de Montoneros y Julio Troxler, ex-subjefe de Policía de la Provincia de Buenos Aires, cercano al Peronismo de Base. La nómina se completó con los coroneles Luis César Perlinger y Juan Jaime Cesio, el obispo de La Rioja, monseñor Enrique Angelelli y el senador nacional Luis Carnevale.
El 4 de enero de 1974, la Policía Federal allanó en Buenos Aires las librerías Fausto, Atlántida, Rivero y Santa Fe, donde arrestó a los empleados por difundir libros. Algunos de los prohibidos eran La boca de la ballena, de Héctor Lastra; Territorios, de Marcelo Pichón Riviere; Sólo ángeles, de Enrique Medina y The Buenos Aires affaire, de Manuel Puig. Todos los ejemplares fueron secuestrados.
En abril de 1974, el jefe de la Policía Federal Miguel Ángel Iñíguez intentó desbaratar la organización de la Triple A y ordenó la detención de Margaride. En un reportaje concedido en 1986 al periodista Santiago Pinetta, el mismo Iñíguez manifestó que su renuncia se produjo a raíz a su enemistad con López Rega, quien a partir del asesinato de José Ignacio Rucci comenzó a exigir al gobierno la creación de escuadrones de la muerte para combatir a la «subversión».

Él afirmaba que había llegado la hora de secuestrar y matar a los adversarios. Y también que había que aniquilar a sus familias.

Al transmitirle dicho pedido a Perón, el presidente:

[...] fue inflexible en una conferencia celebrada en Vicente López, en la que me dijo textualmente: 'No le dé pelota a ese loco, usted limítese a aplicar la ley'.

El 11 de mayo, el padre Carlos Mugica fue emboscado cuando salía de la iglesia de San Francisco Solano en Villa Luro donde acababa de celebrar misa. Según testigos, fue Rodolfo Eduardo Almirón, integrante jerarquizado de la Triple A quien lo baleó con un subfusil al abdomen y el tórax, lo que le produjo la muerte a los pocos minutos tras ser trasladado a un hospital. Según Miguel Bonasso, al conocerse la muerte, el dirigente peronista Arturo Sampay le dijo:

El asesinato del padre Mugica es la respuesta de Perón al retiro de ustedes en la Plaza. Es una operación maquiavélica destinada a que los militantes de la Tendencia se maten entre sí. Demasiado inteligente para que se le haya ocurrido al animal de López Rega.

### Durante el gobierno de Isabel Perón (1974-1976)
El 31 de julio de 1974, en una intersección céntrica de la ciudad de Buenos Aires, el abogado de militantes de izquierda y diputado nacional Rodolfo Ortega Peña y su mujer fueron acribillados al descender de un taxi. En su funeral, las fuerzas de seguridad, tuvieron la orden del Jefe de la Policía Federal de dispersar a la multitud de personas que se aprestó a despedirlo, para lo que empleó balas de goma y gases.
El 6 de agosto de 1974 cuatro militantes peronistas fueron secuestrados por la Triple A en sus domicilios, horas más tarde los cuerpos fueros encontrados acribillados en la ciudad de La Plata, el suboficial retirado Ireneo Chavéz y su hijo Rolando Chavéz; Luis Mancor, estudiante de periodismo y el titular del Sindicato Único de Pétroleros, Carlos Pierini.
El 7 de septiembre de 1974, la Triple A realizó un atentado en el domicilio familiar del entonces decano de la Facultad de Derecho y Ciencias Sociales de la Universidad de Buenos Aires, Raúl Laguzzi. La vivienda se encontraba bajo custodia de la Policía Federal debido a las amenazas de muerte que sufría el decano. En el atentado falleció Pablo G. Laguzzi, hijo de Raúl, de cinco meses de edad. La Triple A se adjudicó el hecho, pero culpó de la muerte del infante al padre. Raúl Laguzzi y su mujer se exiliaron en México luego del hecho.
Según señala González Jansen, entre julio y septiembre de 1974 se produjeron 220 atentados de la Triple A, casi tres por día, sesenta asesinatos, uno cada 19 horas y 44 víctimas resultaron con heridas graves. También hubo 20 secuestros, uno cada dos días.
El 10 de septiembre de 1974 el abogado Alfredo Alberto Curutchet en la localidad de San Isidro fue apresado en la vía pública, maniatado y acribillado por integrantes de la Triple A. El cuerpo del abogado fue encontrado muerto en una calle de la localidad de Béccar gracias a una denuncia policial anónima sobre ráfagas de subfusil en la zona. El cuerpo sin vida, «fue hallado boca abajo y maniatado con un cinturón de cuero, junto a él desparramadas en el suelo treinta y un cápsulas servidas calibre 9mm. y dos cartuchos servidos de escopeta calibre 12 mm».
El 20 de septiembre en horas del mediodía, el subjefe de la policía bonaerense Julio Troxler fue asesinado en el barrio porteño de Barracas, cuando un automóvil que transitaba a alta velocidad frenó junto Troxler y los tres o cuatro ocupantes del mismo le dispararon más de una veintena de proyectiles. Troxler ya había sido amenazado en varias oportunidades por la Triple A y su fotografía había sido proyectada en reuniones en la residencia presidencial de Olivos como propuesto para asesinato por José López Rega.
El 27 de septiembre, un grupo de ocho personas ingresaron a la casa de Silvio Frondizi y se lo llevaron por la fuerza. Su yerno, Luis Ángel Mendiburu intentó rescatarlo pero fue acribillado a balazos. Solo tres horas después fue encontrado el cuerpo sin vida de Frondizi, y la Triple A hizo llegar un comunicado a los medios donde se adjudicaba el asesinato, justificándolo como un «ajusticiamiento» de un «traidor bolchevique».
El 15 de noviembre de 1974 Marta Adelina Zamaro y Nilsa Urquía fueron secuestradas por la Comisión Anticomunista del Litoral (CAL), una especie de versión santafesina de la Triple A. Sus cuerpos fueron hallados cerca de Esperanza al día siguiente con signos de tortura de picana, golpes y ahogamiento. El 2 de diciembre fue asesinada Berta Molina de Montenegro miembro del Partido Revolucionario de los Trabajadores, siendo su muerte mencionada por el ERP en un comunicado suyo.
Durante noviembre de 1974, fueron realizadas atentados que se suponen de su autoría o que la misma fue reclamada por la misma organización: una bomba fue detonada en el local de la Juventud Peronista; una bomba contra la persona del recientemente designado interventor de la Universidad Nacional de Litoral; una bomba explotó en el local del Frente Antimperialista por el Socialismo (FAS) de San Fernando; en el local del FAS de Virreyes se detonó otra bomba; Manuel Carballo, miembro de la JP, fue baleado; varios militantes peronistas que se encontraban en la Unidad Básica «Evita» festejando el Día de la Madre fueron agredidos por un grupo de matones.
Ese mes, un individuo disparó cinco tiros sobre Antonio José Delleroni y su mujer, Nélida Arana, cuando junto a varias personas aguardaban en un andén de la estación del Ferrocarril San Martín. Ambas víctimas habían actuado en el Peronismo de Base y habían defendido, como abogados, a numerosos presos políticos, Delleroni, por su parte, había llegado a ser miembro del PJ en General Sarmiento. La policía pudo atrapar al perpretador y determinó que se trataba de Ricardo Julio Villanueva. El asesino reconoció pertenecer al Movimiento Nacional Justicialista y domiciliarse en Medrano 70, sede de la «Escuela Superior de Conducción Política», vinculada a la UOM (Unión Obrera Metalúrgica) y al Consejo Superior Justicialista dirigido por el senador Martiarena. Declaró que venía siguiendo a Delleroni desde la víspera y que lo debía eliminar por ser este integrante del ERP. En una causa anterior por tenencia de armas de guerra, Ricardo Julio Villanueva hizo una solicitud de devolución de efectos personales en papel con membrete de la Juventud Peronista de la República Argentina dirigida por Julio Yessi (JPRA) y reconoció ser miembro «responsable» de la «Agrupación 20 de noviembre», adherida a dicha central. Además declaró ser empleado del Ministerio de Bienestar Social, dirigido por López Rega.
En diciembre, el automóvil en el que viajaba el diputado del FreJuLi Juan Luis Lucero fue acribillado desde otro coche en marcha, el diputado al momento era el presidente de la Comisión Investigadora de Apremios Ilegales y Torturas de la Legislatura de Santa Fe, y había dado a conocer los resultados de la investigación sobre la muerte del militante peronista Ángel Tacuarita Brandazza; hubo otro atentado solo unos días de diferencia contra el mismo diputado, mediante una bomba instalada en su automóvil, que quedó totalmente destruido; en Buenos Aires, un grupo de personas ocupa la Unidad Básica «Evita Capitana» de Villa Detri, e incendia los muebles y las instalaciones, antes de retirarse del lugar escribieron en las paredes «Somos muchos» y «JPRA»; en la misma provincia Carlos Manco, colaborador de la Alianza Popular Revolucionaria, fue secuestrado, sometido a interrogatorios y golpeado durante dos días consecutivos y luego abandonado en las proximidades de Ramos Mejía, Manco fue introducido al local de la Asociación de Trabajadores de Sanidad y luego trasladado al sótano de una obra en construcción situada enfrente, antes de liberarlo los secuestradores le hicieron indicaciones amenazantes en el sentido de no mencionar a ATSA en sus declaraciones; una bomba estalló en la casa del doctor Viaggio, abogado y miembro del Partido Comunista, Viaggio era patrocinador de algunos refugiados chilenos llegados al país recientemente como asilados.
A fines de 1975, en un llamado «Parte de guerra Nº1», señala como elementos a ejecutar a los integrantes del siguiente listado de agrupaciones, que incluía desde organizaciones armadas hasta grupos de tendencia socialdemócrata:
- Partido Comunista
- Montoneros
- Partido Peronista Auténtico
- Ejército Revolucionario del Pueblo
- Partido Revolucionario de los Trabajadores
- Partido Socialista de los Trabajadores
- Juventud Radical Revolucionaria
- Partido Comunista Revolucionario

## Fin de sus actividades
El 19 de julio de 1975, los granaderos descubrieron, al desmontar la sede del renunciante López Rega en el Ministerio, un arsenal de armas de guerra, incluyendo subfusiles, granadas y fusiles de francotirador. El escándalo consecuente lo implicó, así como a Isabel, en acusaciones de corrupción por malversar fondos del gobierno.
Según el periodista Hernán López Echagüe, la actividad de la extrema derecha pasó a ser regenteada por el sindicalista Lorenzo Miguel.
Antes del inicio del Proceso de Reorganización Nacional, la Triple A ya había sido desmantelada, y las acciones represivas fueron llevadas a cabo en lo sucesivo por los militares. Algunos investigadores, como el periodista Juan José Salinas sostienen que varios de sus miembros, como el de caso Aníbal Gordon, continuaron trabajando para los militares porque ya venían haciéndolo en la SIDE y otros entrenaron escuadrones de la muerte y bandas paramilitares en Centroamérica y Colombia.

## Debate acerca del papel de Perón en la creación de la Triple A
En los últimos años se ha iniciado un debate acerca de la responsabilidad del entonces presidente Juan Perón por la constitución de la Triple A.  A la teoría que Perón estuvo involucrado en la creación de la Triple A suscriben los periodistas Juan Bautista Yofre, Hugo Gambini, Pacho O'Donnell, Joaquín Morales Solá, Sergio Bufano, Marina Franco y Marcelo Larraquy, entre otros.
Algunos autores no involucran a Perón en la actuación de la Triple A, otras sostienen que él conocía su existencia, en tanto que otros opinan que el asesinato de José Ignacio Rucci en 1973, a quien Perón consideraba como un hijo, habría motivado al presidente a crear una organización parapolicial para combatir a la izquierda de su movimiento. Algunos autores e historiadores sostienen que, poco después del asesinato de Rucci, Perón mencionó al gobernador Oscar Bidegain la necesidad de crear una organización parapolicial al estilo del somatén catalán del primer tercio del siglo XX: «Lo que hace falta en la Argentina es un somatén». Por otro lado, el exministro Antonio Cafiero dice que Perón sabía que una organización estaba matando guerrilleros pero que él no la ordenaba, ni controlaba ni conducía.
Según Eduardo Gurucharri (biógrafo del mayor Bernardo Alberte), el exministro -de Cámpora, Perón e Isabel- Antonio J. Benítez habría presenciado una reunión presidida por Perón antes de asumir la presidencia que la describe de la siguiente manera:

Benítez refiere que López Rega y el comisario Villar exhibieron fotografías y nombraron personalidades políticas que deben ser depuradas de la infiltración marxista. Entre los nombrados están el propio Eduardo Luis Duhalde, el abogado Mario Hernández y Alberte. Benítez dijo que Perón se limitó a escuchar, sin aprobar ni desaprobar a quienes aludieron a la necesidad de operar por izquierda.

El periodista Ignacio González Janzen afirma que las órdenes de las Fuerzas Armadas a finales de 1973, eran «no tomar prisioneros».
Según una versión, el diputado Carlos Kunkel renunció a su banca después de que Perón lo amenazara a él y al grupo de la Juventud Peronista con la siguiente expresión: «En una semana se termina todo esto, porque formo una fuerza suficiente, lo voy a buscar a usted y lo mato». Kunkel, que en 1973 militaba en Montoneros declaró en 2007 –cuando era diputado por el Frente para la Victoria- que en el período 1973-1976 hubo actos de terrorismo en los cuales «se usaron elementos parapoliciales, paramilitares, con recursos del Estado, para acciones violentas» y opinó que «Perón ni remotamente tuvo que ver con la Triple A; Isabel, no creo«».
La renuncia de los diputados de la JP fue en desacuerdo con la ley para endurecer el código penal y seguir la estrategia de Perón de aislar al ERP.
Guido Lissandrello aportó como elemento de prueba los ascensos de Perón  y de Lastiri a los miembros de la organización. En 1974 hizo ascender al ministro López Rega, que había sido cabo de la Policía Federal a comisario general  por el decreto número 1350/74.  A Villar lo ascendió a subjefe. Margaride fue designado superintendente. Rodolfo  Almirón fue incorporado a la Policía Federal por decreto de Lastiri ( Decreto 1858) y  nombrado inspector ( decreto 562) . Morales fue designado  comisario inspector. Todos ellos  eran jefes operativos de la Triple A.
Según el filósofo peronista José Pablo Feinmann en diciembre de 1973 Perón había dicho:

Muchas veces me han dicho que creemos un batallón de la muerte como el que tienen los brasileños, o que formemos una organización parapolicial para hacerle la guerrilla a la guerrilla. Pienso que eso no es posible ni conveniente. Hay una ley y una justicia y quien delinca se enfrentará a esa ley y a esa justicia por la vía natural que toda democracia asegura a la ciudadanía. Creer lo contrario sería asegurar la injusticia, y andaríamos matando gente en la calle que ni merece ni tiene porqué morir (...) Yo no he de entrar por el camino de la violencia, porque si a la violencia de esos elementos le agrego la violencia del Estado, no llegamos a ninguna solución.

El historiador peronista Felipe Pigna sostiene que la Triple A actuaba con el conocimiento y la anuencia de Perón:

… un todo poderoso José López Rega que también se frota las manos frente al accionar guerrillero y lanza la Triple A, esta organización paramilitar, paraestatal, financiada por el Estado sin ninguna duda, muy probablemente con el conocimiento de Perón, es muy difícil que Perón no conociera la existencia de semejante organización, me parece un poco infantil a esta altura del partido, creo que le hace un flaco favor a Perón incluso negar que semejante estadista y semejante político ignorara que a cincuenta metros de su despacho se está formando un grupo paramilitar de las características de la Triple A, me parece que ver esto como algo de lo que no hay que hablar es uno de los problemas que tenemos a la hora de leer la historia, creo que hay que decir todo lo que a uno le caiga simpático o lo que no le caiga simpático en torno a hablar de lo que tenemos que hablar que es el horror que comienza antes de la dictadura con esta práctica de la Triple A…

## Denuncias

### Medios de comunicación
Cuando la Triple A todavía se encontraba en actividad, hubo denuncias de sus delitos en diversos medios de comunicación masivos; algunas del Diario Clarín al informar sobre las presiones a sus periodistas para publicar los comunicados de la Triple A, o las del Diario El Mundo cuando informó los crímenes cometidos por la organización.
Otros medios partidarios, como «El descamisado» o «Militancia» reprodujeron las denuncias de los entonces diputados y asiduos colaboradores en esas revistas, Rodolfo Ortega Peña y Eduardo Luis Duhalde, sobre la estructura creada en el Ministerio de Bienestar Social bajo la dirección de López Rega. En estos medios denunciaron, «la intervención de la agrupación en “la masacre de Ezeiza”», «la entrega de $ 1.000.000 de la cartera para destinarlos a la estructura clandestina», «la preparación en esa estructura de un escuadrón de la muerte que llevaría el nombre de “Águilas negras”», «la preparación de atentados contra desafectos a la figura de López Rega».
El 6 de julio de 1975, el diario La Opinión publicó un informe de gran repercusión sobre la «Triple A», que sería una copia del entregado por Ricardo Balbín a la presidenta María Estela Martínez de Perón. La nota firmada por Heriberto Khan daba cuenta del reporte realizado por el Ejército en 1974, basado en el testimonio del teniente Juan Segura, y realiza la denuncia de la vinculación del Mtro. José López Rega con la «organización terrorista de ultraderecha denominada Triple A».

### Cámara de Diputados
Diputados de la izquierda peronista, como Rodolfo Ortega Peña, luego de realizar denuncias a partir de sus investigaciones en diversos medios de comunicación, denunciaron los crímenes, con precisiones sobre el caso de Juan Carlos Mercado, que había aparecido acribillado cuando portaba credenciales oficiales expedidas por López Rega.
Las denuncias no prosperaron y desde enero de 1974 había más de veinte diputados amenazados de muerte por la Triple A. La situación se tornó peor luego del asesinato de Ortega Peña y de un intento fallido de asesinato al diputado Héctor Sandler quien partió al exilio.
Recién luego del exilio de López Rega y sus colaboradores, el 23 de julio de 1975 la Cámara de Diputados dio curso al pedido de juicio político presentado por el diputado Jesús Porto y remitió una copia para la investigación judicial.

### Informe de inteligencia sobre financiación
En diciembre de 1975 un informe del Servicio de Inteligencia del Ejército decía que José López Rega era el jefe de una organización de tráfico de cocaína que era procesada en laboratorios ocultos en la provincia de Salta, cerca de la frontera con Bolivia y transportada a Buenos Aires por miembros de la Policía Federal y enviado por valijas diplomáticas de los miembros del servicio diplomático. Según ese informe la organización también incluía, entre otros, el Ministro de Relaciones Exteriores Alberto Vignes, el senador de Salta Juan Carlos Cornejo Linares, y al futuro gobernador de Salta Roberto Romero. El dinero obtenido de estas actividades ilícitas se había utilizado para financiar las actividades de la Triple A.

### Segundo tribunal Russell
En 1974, bajo la presidencia del jurista italiano Ledio Basso, se volvió a conformar un nuevo Tribunal Russell para analizar los crímenes de las dictaduras latinoamericanas.
Cuando sesionaba dicho tribunal, en enero de 1975, el abogado argentino Leandro Despouy dio testimonio sobre los crímenes cometidos por «funcionarios del gobierno o ser allegados políticos», responsabilizaron a López Rega y a otros funcionarios del gobierno de María Estela Martínez de Perón. El abogado exiliado dio cuenta de la metodología, que «iba del asesinato a sangre fría de militantes desarmados a la tortura sistemática», acompañada por los comunicados oficiales que «hacían parecer estos asesinatos como productos de “violentos tiroteos”».
Además, se denunció lo que luego se conocería como el Plan Cóndor, la acción conjunta de las fuerzas de seguridad de varios países de Sudamérica. En este aspecto, se dio cuenta de al menos cinco personas secuestradas en Buenos Aires y trasladadas a Montevideo, donde fueron torturadas y asesinadas.

## Causas judiciales
Las causas por los asesinatos, las amenazas y los atentados no tuvieron correlato con las pesquisas. La Cámara Federal ha dictado que las investigaciones «fueron llamativamente breves, carentes de profundidad y finalizadas prematuramente». Los casos más claros fueron las causas por los asesinatos del diputado Rodolfo Ortega Peña, de Julio Troxler y Pablo Laguzzi, donde no se realizaron «ningún tipo de actuación judicial».

### Causa militar
En 1974, el teniente del Ejército Juan Segura descubrió, «por casualidad», el cuartel general de la Triple A en las oficinas de la publicación «El caudillo», financiada por López Rega.
Al regresar a su pelotón, informó lo ocurrido ante el coronel Jorge Sosa Molina, jefe del Regimiento de Granaderos a Caballo, por cuyo consejo realizó una denuncia oficial sin identificarse. Humberto Sosa Molina entregó la denuncia al comandante en jefe del Ejército, el general Rosas, quien le advirtió para amedrentarlo que esa denuncia debía ser entregada al ministro de Defensa, Adolfo Savino, estrecho colaborador de López Rega.
Dos días después, el coronel Humberto Sosa Molina fue citado por López Rega en su despacho del Ministerio del Interior, donde ambos apostaron sus guardias armados a fin de evitar ser intimidados. Así, López Rega lloró por la denuncia presentada por Sosa Molina y negó tener relación alguna con las «Tres A».
Esta denuncia no fue seguida por una investigación, llegó al punto de no contar en el Ministerio de Defensa con constancias de la recepción de las carpetas, y el mismo ministro negar ante la Justicia haber recibido expediente alguno.

### Causa judicial original
El 11 de julio de 1975, haciéndose eco de la investigación publicada cinco días antes en el diario La Opinión, el abogado católico independiente Miguel Radrizzani Goñi realizó una presentación ante la justicia contra José López Rega y los comisarios Rodolfo Eduardo Almirón y Juan Ramón Morales por el delito de asociación ilícita.
Una semana después de esta denuncia, por medio de dos decretos presidenciales, López Rega y gran parte de las cabecillas de la Triple A fueron enviadas al «Reino de España con el fin de cumplir una misión diplomática»
La causa se llevó casi sin actuaciones judiciales hasta 1983. En 1986 fue detenido y extraditado a la Argentina José López Rega; fue juzgado durante 1987 y 1988 y encontrado culpable de los asesinatos de Rodolfo Ortega Peña entre otros; cuando se estaba por dictar sentencia murió en prisión.

### Causa por delitos de lesa humanidad
La causa original también incluía a otros acusados, entre ellos, Rodolfo Almirón. En 2006 una investigación periodística publicó el paradero de Almirón y desde Buenos Aires, el juez Norberto Oyarbide actualizó su orden de captura, por lo que el 23 de diciembre de 2006 fue detenido en Torrente (Valencia). Para esto el juez dictaminó que los crímenes cometidos por la Triple A deben ser considerados como de «lesa humanidad» y por lo tanto imprescriptibles. Lo cual fue confirmado en 2008 por la Cámara Federal.
Sin embargo, la causa no tuvo novedades, salvo por la muerte de los principales acusados (como en el caso de López Rega, Ramón Morales, Felipe Romeo y Rodolfo Eduardo Almirón), por lo que la Cámara Federal en 2010 criticó la «inexplicable pasividad» de Oyarbide en la causa.
El juicio a la Triple A bahiense comenzó el lunes 9 de marzo de 2020, luego que el Tribunal hubiera suspendido el inicio programado para el 12 de febrero del mismo año.

## Investigaciones
En 1975, el entonces líder de la UCR, Ricardo Balbín realizó un informe puntual sobre la Triple A, que entregó en mano a Isabel Martínez de Perón. También el diputado nacional líder del Partido Revolucionario Cristiano, Horacio Sueldo denunció los crímenes de los grupos parapoliciales pero, debido a las amenazas y los atentados, fue obligado a esconderse para no ser asesinado. Héctor Sandler fue perseguido por sus denuncias y obligado a exiliarse.
Desde el gobierno se negaba o desmentían las denuncias. El ministro Alberto Rocamora proclamó que la «subversión de izquierda está actuando en forma continua y, en cambio, las denominadas AAA actúan en forma esporádica; no sé de qué signo son ni quién alienta a las Tres A», confirmando el conocimiento de parte del gobierno del grupo parapolicial. Sin embargo, esto fue luego negado por ministro del interior Antonio Benítez, en una sesión parlamentaria, «Al gobierno no le consta la existencia de la Triple A». Y luego, en declaraciones de prensa, amplió «no sabemos si existen o no las Tres A; ignoramos si es la propia izquierda terrorista con una nueva denominación».
El ministro de trabajo Carlos Ruckauf, precisó que «el país está en guerra y toda la sociedad argentina tiene que tomar conciencia que el enemigo encara una guerra total».

### Investigaciones posteriores

#### Secretaría de Derechos Humanos de la Nación
En los anexos agregados por la Secretaría de Derechos Humanos de la Nación al informe Nunca más que había elaborado la Conadep, en el 30.º aniversario del golpe, constan denuncias desde el comienzo del gobierno constitucional de Héctor Cámpora, el 25 de mayo de 1973, hasta el golpe de Estado del 24 de marzo de 1976, que derrocó a la pdte. María Estela Martínez de Perón, de unas seiscientas desapariciones forzadas previas al golpe de 1976 y quinientas ejecuciones sumarias.
Las amenazas de muerte llevaron al exilio a muchos, desde científicos como Manuel Sadosky; periodistas como Pepe Eliaschev; psicoanalistas como Marie Langer; artistas como Héctor Alterio, Mercedes Sosa, Pino Solanas, Norman Briski, Inda Ledesma, Armando Tejada Gómez, David Stivel, Luis Brandoni, Horacio Guarany o Nacha Guevara hasta políticos como José Ber Gelbard y el obispo de Mar del Plata, monseñor Pironio, quien fuera trasladado a Roma por el papa Pablo VI por este motivo.

#### Otras investigaciones
De acuerdo a los trabajos más citados, solo entre los meses de julio y septiembre de 1974, la Triple A habría realizado doscientos veinte atentados, de los que resultarían sesenta víctimas mortales y 44 heridas de gravedad, además de veinte secuestros. La estimación global se coloca en el orden de los mil quinientos crímenes, algunos de los cuales se encuadran como crímenes de lesa humanidad.
Según el Archivo Nacional de la Memoria, entre el 20 de junio de 1973, el día de la Masacre de Ezeiza, hasta el inicio de la dictadura militar, hubo novecientos desapariciones y mil quinientos asesinatos. Estiman que tres mil personas fueron apresadas por causas políticas.
El 9 de mayo de 1975, fue secuestrada la licenciada María del Carmen Maggi, decana de la Facultad de Humanidades de la Universidad Católica de Mar del Plata. Su cadáver apareció un año después, el día anterior al golpe de Estado, el 23 de marzo de 1976, en una playa de Mar Chiquita.
Román Lejtman, como documentalista, dio con el testimonio de Ramón Landajo, exsecretario de Perón, quien relató que el Cnel. Rolo Franco le dijo que tenían orden de matarlo; era miembro de la Triple A.
Una versión relacionó a la AAA con la organización paramilitar colombiana Alianza Americana Anticomunista, cuyos miembros entrenó entre 1978 y 1980.

## Conexiones con la logia masónica Propaganda Due
López Rega era miembro de la logia masónica irregular Propaganda Due (P2), dirigida por Licio Gelli, la cual trabajó en la Operación Gladio, en Europa. El modus operandi de la masacre de Ezeiza fue similar al de los sucesos de Montejurra, en España, o a la masacre de la plaza Taksim, en Turquía.
El almirante Massera, que junto a otros derrocaría a Isabel Martínez de Perón poco después de la caída en desgracia y exilio de López Rega, era también miembro de la organización.

## Detención
El Jefe operativo de la Triple A fue el comis. Juan Ramón Morales, quien era la mano derecha de López Rega. En la causa judicial Morales fue defendido por el Mayor Abogado del Ejército Jorge Humberto Appiani quien hoy está detenido en Entre Ríos por delitos de lesa humanidad. En febrero de 2016 fueron condenados cuatro civiles y un policía bonaerense que integraron la organización paramilitar desde cargos formales en el Ministerio de Bienestar Social.